# Organisationale Gerechtigkeit
Organisationale Gerechtigkeit (engl. organizational justice), auch organisationale Fairness, ist ein Konzept der Arbeits- und Organisationspsychologie, welches sich auf die subjektiv wahrgenommene Gerechtigkeit von Mitarbeitern im Arbeitskontext innerhalb einer Organisation bezieht. Als gerecht gilt, was als gerecht erlebt wird.
Die Wahrgenommene Gerechtigkeit nimmt Einfluss auf das Verhalten, die Einstellungen, die Motivation und die Arbeitszufriedenheit von Arbeitnehmern im Arbeitskontext. Sie fördert organisatorisches Engagement, effektive Arbeitsleistung sowie Organizational Citizenship Behaviour und reduziert negative Auswirkungen wie Stress am Arbeitsplatz.
Gegenstand der subjektiv wahrgenommenen Gerechtigkeit sind die distributive, prozedurale und interaktionale Gerechtigkeit. Diese befassen sich mit der fairen Verteilung von Ressourcen, Entscheidungsprozessen und zwischenmenschlichen Interaktionen.
Ein verwandtes Konzept der organisationalen Gerechtigkeit ist die Corporate Social Responsibility. Während sich ersteres auf die Wahrnehmung von Gerechtigkeit von Individuen innerhalb einer Organisation fokussiert, bezieht sich letzteres auf den gerechten Umgang mit Individuen und Gruppen außerhalb der Organisation. Corporate Social Responsibility baut auf einen Mechanismus, mit dem Unternehmen ihre Leistung im Einklang mit moralischen und gesellschaftlichen Standards überwachen und regulieren. Der daraus resultierende positive Einfluss ist von Vorteil für ihre Stakeholder. Organisationen agieren daher über das Mindestmaß sozialer Normen hinaus, wovon letztlich die Allgemeinheit der Gesellschaft profitiert.

## Hintergrund
Die Idee der Organisationsgerechtigkeit findet ihren Ursprung in der Gerechtigkeitsforschung, speziell der Austauschtheorie und Equity-Theorie.
Beim sozialen Austausch, basierend auf Annahmen der Sozialpsychologen John W. Thibaut und Harold H. Kelley, wird die Beurteilung anhand einer Kosten-Nutzen-Analyse durchgeführt. Da die Bilanz neben dem eigenen Verhalten auch durch eine Drittperson beeinflusst wird, sozusagen wechselseitige Transaktionen, entsteht wiederum eine wechselseitige Abhängigkeit zwischen den Interagierenden. Im Arbeitskontext kann die Arbeitsbeziehung als eine Form der Transaktion angesehen werden. Man tauscht beispielsweise Arbeit gegen Einkommen ein.
Die in den 70er Jahren etablierte Equity-Theorie des Psychologen John Stacy Adams bestimmt hingegen Fairness anhand der Verteilung von Belohnungen und Beiträgen. Wenn das Verhältnis von Arbeitsergebnis (z. B. Bezahlung und Anerkennung) und Arbeitsleistung (z. B. Zeit und Aufwand) im Vergleich zu Kollegen gleich ist, wird dies als fair empfunden.
1987 wurde das Konzept der Organisationalen Gerechtigkeit von Jerald Greenberg, Abramowitz Professor für Geschäftsethik und Professor für Organizational Behavior der Ohio State University, eingeführt. Er publizierte mit Jason A. Collquist 2005 auf 700 Seiten ein umfassendes Handbuch zur Thematik Gerechtigkeitsforschung und Organisationale Gerechtigkeit.

## Dimensionen der Organisationalen Gerechtigkeit

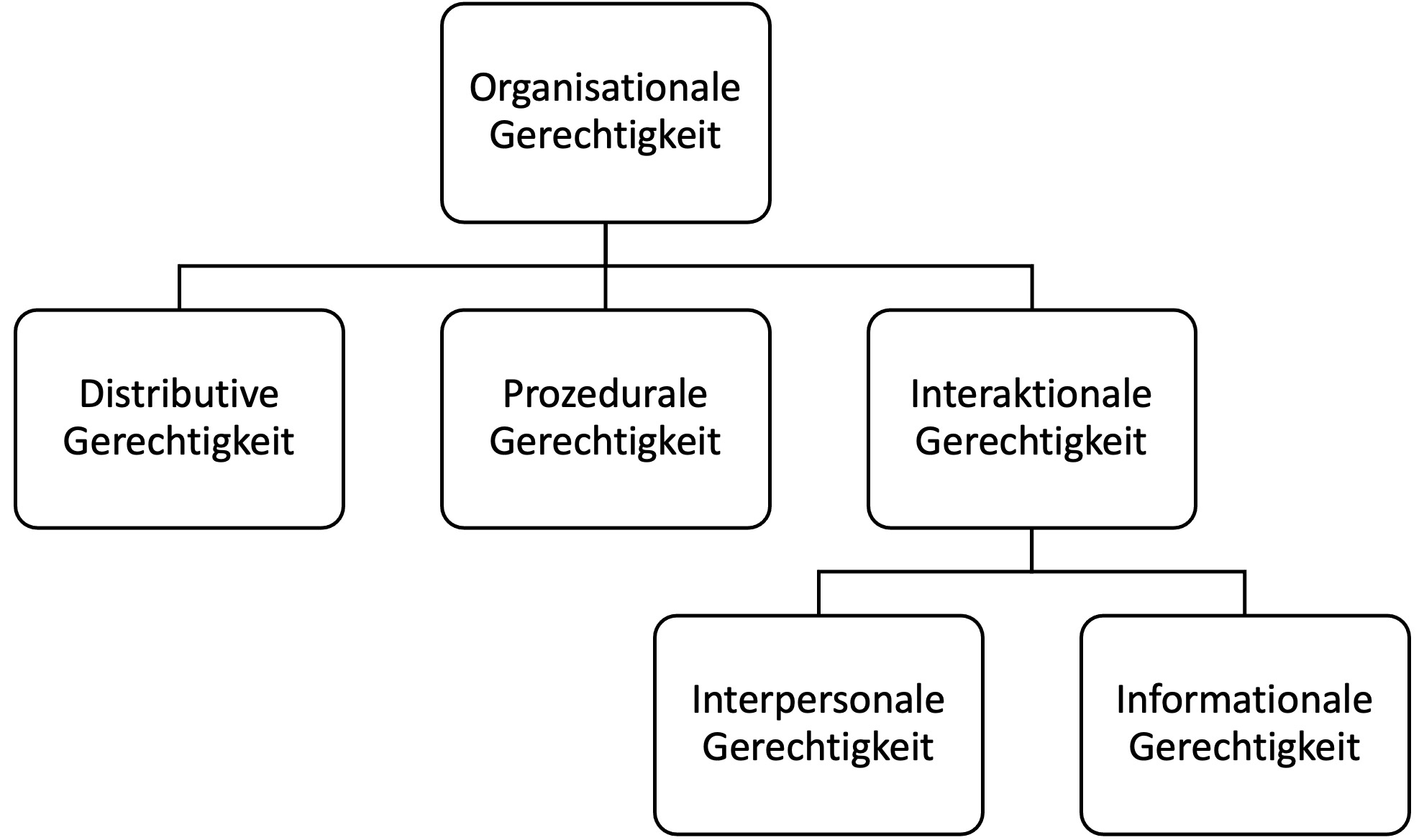
Die Dimensionen der Organisationalen Gerechtigkeit in Anlehnung an Greenberg, 1993

Es wurden drei verschiedene Modelle diskutiert, welche organisationale Gerechtigkeit erklären sollten; nämlich jeweils ein Zwei-, Drei- und Vier-Faktoren-Modell.
1987 wurde das Zwei-Faktoren-Modell von Greenberg vorgestellt, welches die Dimensionen distributive und prozedurale Gerechtigkeit umfasste. Unterstützung für dieses Zwei-Faktoren-Modell bestätigten Sweeney und McFarlin sechs Jahre später. Durch die Anwendung von Strukturgleichungsmodellen fanden Sweeney und McFarlin heraus, dass distributive Gerechtigkeit mit Ergebnissen auf Personenebene (z. B. Lohnzufriedenheit) zusammenhängt, während prozedurale Gerechtigkeit mit Ergebnissen auf Organisationsebene zusammenhängt.
Die Genauigkeit des Zwei-Faktoren-Modells wurde durch Studien in Frage gestellt, die darauf hindeuteten, dass eine dritte Dimension, interaktionale Gerechtigkeit, beteiligt sein könnte. Im Allgemeinen waren sich die Forscher über die Unterscheidung zwischen Verfahrens- und Verteilungsgerechtigkeit einig, bei der Unterscheidung zwischen interaktionaler und prozeduraler Gerechtigkeit herrschte hingegen Uneinigkeit.
Greenberg adaptierte 1993 das Modell, indem er die Dimension interaktionale Gerechtigkeit in interpersonale und informationale Gerechtigkeit unterteilt als dritte und vierte Dimension ergänzt.  Anhand einer Konstruktvalidierungsstudie zeigte Colquitt 2001, dass ein solches Vier-Faktoren-Modell besser zu den Daten passt. Jede der vier Faktoren besitzen prognostische Validität für verschiedene aussagekräftige organisatorische Faktoren.

### Distributive Gerechtigkeit
Distributive Gerechtigkeit, auch Verteilungsgerechtigkeit, befasst sich mit der gerechten Verteilung von Ressourcen in sozialen Gruppen. Ausschlaggebend für die Beurteilung der Fairness sind die Ergebnisse im sozialen Vergleich. Die verteilten Ressourcen können sowohl materiell (z. B. Bezahlung) oder immateriell (z. B. Lob) sein.
Sie basiert auf Adams Equity-Theorie, die besagt, dass Arbeitnehmer sich statt mit den absoluten Ergebnissen mit der Fairness dieser Ergebnisse auseinandersetzen. Diese Fairness wird im Vergleich und in Relation zu ihren Kollegen bestimmt.

#### Fünf Typen distributiver Normen
Der Sozialpsychologe Donelson R. Forsyth postulierte fünf Typen distributiver Normen:
- Gleichstellung: Unabhängig von ihrem Beitrag sollen alle Gruppenmitglieder den gleichen Anteil an Belohnungen/Kosten erhalten. Gleichstellung unterstützt, dass jemand, der 20 % der Ressourcen der Gruppe beisteuert, genauso viel erhält wie jemand, der 60 % beisteuert.
- Gerechtigkeit: Die Ergebnisse der Mitglieder sollen auf ihrem Beitrag basieren. Daher sollte eine Person, die viel investiert (z. B. Zeit, Geld, Energie), mehr von der Gruppe erhalten als jemand, der nur sehr wenig beigetragen hat. Mitglieder großer Gruppen ziehen es vor, die Zuteilung von Belohnungen und Kosten auf den Einsatz zu basieren
- Macht: Diejenigen mit mehr Autorität, Status oder Kontrolle über die Gruppe sollten weniger erhalten als diejenigen in niedrigeren Positionen.
- Bedarf: Diejenigen, die den größten Bedarf haben, sollten mit den Ressourcen versorgt werden, die sie benötigen, um diese Bedürfnisse zu decken. Diesen Personen sollten unabhängig von ihrem Beitrag mehr Ressourcen zur Verfügung gestellt werden als denen, die sie bereits besitzen.
- Verantwortung: Gruppenmitglieder, die am meisten haben, sollten ihre Ressourcen mit denen teilen, die weniger haben.

### Prozedurale Gerechtigkeit
Prozedurale Gerechtigkeit, auch Verfahrensgerechtigkeit, unterscheidet zwischen der Gerechtigkeit von Verfahren sowie der Gerechtigkeit der daraus resultierende Ergebnisse. Fairness wird anhand des Entscheidungsprozess beurteilt. Die Wahrgenommene Fairness wird positiv von Transparenz und dem Gefühl der Mitsprache beeinflusst und resultiert in einem subjektiv fairen Verfahren. Die Anwendung fairer Verfahren hilft im Arbeitskontext zu vermitteln, dass die Mitarbeiter geschätzte Mitglieder der Gruppe sind.

#### Gerechtigkeitsregeln nach Leventhal
Gerald S. Leventhal stellte „Leventhals Regeln“ der prozeduralen Gerechtigkeit auf:
- Konsistenz: Die Regeln und Entscheidungsprozesse sollen für alle Personen gleich und für die gesamte Dauer des Verfahrens angewendet werden
- Neutralität: Voreingenommenheit und persönliches Interesse der Entscheidungsträger soll keinen Einfluss auf Entscheidung haben
- Genauigkeit: Die soll Entscheidungsfindung mit genauen Informationen untermauert werden
- Revidierbarkeit: Fehlerhafte und unangemessene Entscheidungen sollen revidiert werden können
- Ethik: Persönlichen Wertvorstellungen und ethische Werte sollten dem Verfahren entsprechen
- Repräsentativität: Die Bedürfnisse und Meinungen aller betroffenen Parteien sollen berücksichtigt werden

#### Drei Typen der Verfahrensgerechtigkeit
Der Philosoph John Rawls unterscheidet drei Typen der Verfahrensgerechtigkeit in A Theory of Justice:
- Vollkommene Verfahrensgerechtigkeit hat zwei Kriterien: ein unabhängiges Kriterium dafür, was ein faires oder gerechtes Ergebnis des Verfahrens ist, und ein Verfahren, das garantiert, dass das faire Ergebnis erzielt wird.
- Unvollkommene Verfahrensgerechtigkeit teilt das erste Merkmal perfekter Verfahrensgerechtigkeit – es gibt ein unabhängiges Kriterium für ein faires Ergebnis – aber keine Methode, die garantiert, dass das faire Ergebnis erzielt wird.
- Reine Verfahrensgerechtigkeit beschreibt Situationen, in denen es kein anderes Kriterium für ein gerechtes Ergebnis als das Verfahren selbst gibt.

### Interaktionale Gerechtigkeit
Interaktionale Gerechtigkeit bezieht sich auf die wahrgenommene Fairness im Arbeitskontext der Behandlung der Angestellten durch ihre Vorgesetzte.
Interaktionale Gerechtigkeit beinhaltet zwei spezifische Arten zwischenmenschlicher Behandlung: interpersonale und informationale Gerechtigkeit.
Interpersonale Gerechtigkeit, spiegelt den Grad wider, in dem Menschen mit Höflichkeit, Würde und Respekt von Entscheidungsträgern behandelt werden, einschließlich der Vermittlung von Verständnis für Sorgen und Befürchtungen der Mitarbeiter seitens der Entscheidungsträger.
Die informationale Gerechtigkeit konzentriert sich auf wahrheitsgetreue und adäquate Erklärungen, welche eine Entscheidung begründen. Sie beinhaltet ebenso den Aspekt der Transparenz und eine ausreichende Verfügbarkeit und Zugänglichkeit relevanter Informationen.

## Voraussetzung organisationaler Gerechtigkeit

### Mitarbeiterbeteiligung
Eine Vorbedingung der Wahrnehmung organisationaler Gerechtigkeit ist die Mitarbeiterbeteiligung; das Ausmaß wieweit Mitarbeiter das Gefühl haben an Entscheidungen oder anderen Prozessen beteiligt zu sein. Die wahrgenommene Gerechtigkeit nimmt mit erhöhtem Gefühl an Beteiligung zu, als wenn Mitarbeiter die Möglichkeit zur Teilnahme nicht wahrnehmen. Dies ist ebenso der Fall, wenn das Ergebnis beziehungsweise die Entscheidung für den Einzelnen ungünstig ist.

### Kommunikation
Eine weitere Vorbedingung der organisationalen Gerechtigkeit ist die organisatorische Kommunikation mit den Mitarbeitern. Die Qualität der Kommunikation seitens der Organisation beziehungsweise des Manager kann wahrgenommene Gerechtigkeit verbessern, indem das Vertrauen des Vorgesetzten gestärkt und das Gefühl von Unsicherheit vermindert wird. Die vermittelte Informationen sollten korrekt, aktuell und hilfreich sein, damit sich die Wahrnehmung der Gerechtigkeit positiv auswirkt.

### Gerechtigkeitsklima
Das Gerechtigkeitsklima ist eine weitere Vorbedingung der organisationalen Gerechtigkeit. Diese wird auf der Ebene des Teams gebildet und kann sich auf die Einstellung der einzelnen Gruppenmitglieder auswirken. Wenn Mitarbeiter im Team ihre Wahrnehmungen miteinander teilen, kann dies zu einer gemeinsamen Interpretation der Fairness bezüglich eines Ereignisses führen. Diese Bewertungen der Gerechtigkeit können zudem von anderen Teammitgliedern erlernt werden, welches eine homogene Wahrnehmung der Gerechtigkeit innerhalb des Teams verstärkt und ein Gerechtigkeitsklima schafft. Dadurch kann die Wahrnehmung von Gerechtigkeit auf der Ebene des Teams als Vorbedingung der Wahrnehmung Gerechtigkeit des Einzelnen fungieren.

## Einfluss organisationaler Gerechtigkeit
Die wahrgenommene Gerechtigkeit durch Mitarbeiter innerhalb einer Organisation kann zu positiven und negativen Auswirkungen führen.
Die Ergebnisse werden durch die wahrgenommene Gerechtigkeit als Ganzes oder durch einzelne Komponente der organisationalen Gerechtigkeit bestimmt. Zu den häufig zitierten Ergebnissen gehören Vertrauen, Arbeitsleistung, Arbeitszufriedenheit, organisationales Commitment, Organizational Citizenship Behavior, kontraproduktives Verhalten, Absentismus, Mitarbeiterfluktuationen und emotionale Erschöpfung inklusive Burn-out.
Absentismus und Rückzug
Abwesenheit oder Nichterscheinen stehen im Zusammenhang wahrgenommener Ungerechtigkeit am Arbeitsplatz. Eine ausstehende Beförderung kann zu situativer gefühlter Ungerechtigkeit führen, sodass ein Arbeitnehmer ohne Angabe von Gründen von der Arbeit abwesend bleibt. Johns stellte fest, dass die Fehlzeiten verringert werden, wenn die Menschen sowohl ihr Engagement für die Organisation als auch das Engagement der Organisation für sie als hoch einschätzten. Rückzug oder das Verlassen der Organisation ergibt sich aus den Prinzipien der Equity-Theorie und hängt am stärksten mit emfpunder ungerechter Verteilung zusammen.
Affekt und Emotionen
Affekt ist ein Schlüsselkonstrukt bei der Bildung von Wahrnehmung der organisationalen Gerechtigkeit. Die genaue Rolle steht in Abhängigkeit von der Form der untersuchten Affektivität (Emotionen, Stimmung) sowie dem Kontext und der Art der gemessenen Gerechtigkeit. Affekt kann als Vorbote, Ergebnis oder als Vermittler der Wahrnehmung von organisationaler Gerechtigkeit agieren.
Affekte und Emotionen können Teil der Reaktionen auf wahrgenommene Ungerechtigkeit sein. Je mehr Ungerechtigkeit wahrgenommen wird, desto mehr negative Emotionen treten auf. Affekt kann als Vermittler zwischen Wahrnehmungen der Gerechtigkeit und Maßnahmen zur Beseitigung der wahrgenommenen Ungerechtigkeit fungieren, da emotionale Reaktionen, basierend auf der Equity-Theorie, als Motivation des Individuums dient, um Equity wieder herzustellen.
Arbeitsleistung
Die Auswirkungen wahrgenommener Gerechtigkeit auf Arbeitszufriedenheit baut auf der Equity-Theorie. Bei empfundener Ungerechtigkeit wird sich bemüht diese wiederherzustellen, was durch eine Adaption der Arbeitsleistung gelingen kann. Während Verfahrensgerechtigkeit die Mitarbeiterleistung durch Mitarbeitereinstellungen beeinflusst, wirkt sich Verteilungsgerechtigkeit auf die Leistung im Sinne von Effizienz und Produktivität aus. Eine Verminderung wahrgenommener Ungerechtigkeit verbessert demnach die Produktivität und Leistung.
Arbeitszufriedenheit und Organisationales Commitment
Hohe wahrgenommene Ungerechtigkeit hängt mit einer geringeren Arbeitszufriedenheit und hohe wahrgenommene Gerechtigkeit mit einer höheren Arbeitszufriedenheit zusammen. Darüber hinaus hängt das Organisationale Commitment, dem Ausmaß mit der sich eine Person mit einer Organisation identifiziert, mit der Wahrnehmung von Verfahrensgerechtigkeit zusammen, sodass eine stärker wahrgenommene Ungerechtigkeit zu einem geringeren Commitment führt, während eine größere wahrgenommene Gerechtigkeit zu einer stärkeren Bindung an die Organisation beiträgt.
Erschöpfung und Gesundheit
Die körperliche Gesundheit hängt mit der durch die Mitarbeiter wahrgenommene Verteilungsgerechtigkeit zusammen. Wenn die wahrgenommene Verteilungsgerechtigkeit abnimmt, vermindert sich die körperliche Gesundheit.
Erschöpfung hängt ebenso mit der Gesundheit der Mitarbeiter sowie Burnout zusammen. Wenn die wahrgenommene Gerechtigkeit zunimmt, steigt die Gesundheit der Mitarbeiter und das Burnout nimmt ab. Verteilungs-, prozedurale und interaktionelle Gerechtigkeitswahrnehmungen sind in der Lage, zustandsspezifische Ausmaße emotionaler Erschöpfung zu erfassen, die mit der Zeit nachlassen. Die allgemeine Wahrnehmung von Gerechtigkeit in der Organisation ergibt jedoch das stabilste Bild der Beziehung zwischen wahrgenommener Gerechtigkeit und emotionaler Erschöpfung im Laufe der Zeit.
Kontraproduktives Verhalten
Kontraproduktives Arbeitsverhalten wird als schädigendes Verhalten durch Mitarbeiter in einer Organisation verstanden. Wahrgenommene Ungerechtigkeit kann dazu führen, dass Mitarbeiter nicht mehr dazu bereit sind, das Einhalten von Regeln zu beachten. Dies kann sich mitunter in Diebstahl äußern, beispielsweise nach ungerecht empfundener Gehaltskürzung.
Fox und Kollegen argumentieren, dass wahrgenommene Ungerechtigkeit im Zusammenhang mit kontraproduktiven Verhalten als Job Stressor agiert und sich eher auf organisationaler als persönlicher Ebene äußert.
Der starke Zusammenhang zwischen prozeduraler Gerechtigkeit und kontraproduktivem Verhalten wurde in weiteren Studien aufgezeigt. Je mehr Ungerechtigkeit bei Entscheidungsprozessen wahrgenommen wird, umso häufiger tritt bei Mitarbeiter kontraproduktives Verhalten auf.
Mitarbeiterfluktuation
Wahrgenommene Ungerechtigkeit ist ein wichtiger Determinant von Mitarbeiterfluktutation. Alle vier Dimensionen der organisationalen Gerechtigkeit spielen eine Rolle bei der Fluktuationsabsicht eines Mitarbeiters. Die Vorhersagekraft für die Fluktuationsabsicht ist jedoch bei Interaktions- und Verteilungsgerechtigkeit höher als bei Verfahrensgerechtigkeit.
Organizational Citizenship Behavior
Organizational Citizenship Behaviour zeigt sich in Verhalten von Mitarbeitern, welches weit über das Mindestmaß hinausgeht. Es kann sich sowohl auf die Wahrnehmung von Verfahrensgerechtigkeit als auch auf Verteilungsgerechtigkeit beziehen. Wenn Entscheidungen und Handlungen einer Organisation als gerecht empfunden werden, erhöht sich die Wahrscheinlichkeit, dass Mitarbeiter Organizational Citizenship Behaviour aufzeigen. Karriker und Williams stellten fest, dass dieses Verhalten entweder an den Vorgesetzten oder die Organisation gerichtet ist, abhängig von wem man die erlebte Gerechtigkeit ausgehend wahrnimmt. Auch ein Zusammenhang zwischen interpersonaler Gerechtigkeit und Organizational Citizenship ist vorhanden.
Vertrauen
Die Beziehung zwischen Vertrauen und organisationaler Gerechtigkeitswahrnehmung basiert auf Reziprozität. Vertrauen in die Organisation entsteht aus der Überzeugung des Mitarbeiters, dass zukünftige Entscheidungen fair sein werden, da aktuelle organisatorische Entscheidungen fair sind. Das Fortbestehen des Vertrauens der Mitarbeiter in die Organisation und die weitere Erfüllung der Erwartungen der Mitarbeiter schafft das wechselseitige Verhältnis von Vertrauen und organisationaler Gerechtigkeit. Untersuchungen haben ergeben, dass Verfahrensgerechtigkeit der stärkste Prädiktor für das Vertrauen in Organisationen ist. Eine positive Beziehung zwischen einem Mitarbeiter und einem Vorgesetzten kann ebenfalls zu Vertrauen in die Organisation führen.

## Corporate Social Responsibility
Ein Konzept, das mit der organisatorischen Gerechtigkeit in Zusammenhang steht, ist die Unternehmerische Sozialverantwortung oder Corporate Social Responsbility (CSR). CSR bezieht sich auf einen Mechanismus, durch den Unternehmen ihre Leistung im Einklang mit moralischen und gesellschaftlichen Standards überwachen und regulieren, sodass sie positive Auswirkungen auf alle ihre Interessengruppen hat. CSR bedeutet daher, dass Organisationen über das hinausgehen, was moralisch oder ethisch geboten ist, und sich in einer Weise verhalten, die den Mitgliedern der Gesellschaft im Allgemeinen zugutekommt. Eine Studie von Susen und Etter (2024) zeigt, dass die wahrgenommene organisatorische Gerechtigkeit die Verbindung zwischen der Nachhaltigkeits-Performance eines Unternehmens und der Mitarbeiterzufriedenheit erklären kann und damit die Rolle von Fairness bei Mitarbeiterreaktionen auf CSR unterstreicht. Andere Wissenschaftler wie Rupp et al. (2006) haben zudem vorgeschlagen, dass die Wahrnehmung eines Mitarbeiters vom Grad der unternehmerischen Sozialverantwortung seines Unternehmens die eigenen Einstellungen und Wahrnehmungen von Gerechtigkeit beeinflussen kann, selbst wenn er nicht direkt von unfairen Handlungen betroffen ist.

## Gegenmaßnahmen
Die Bundesanstalt für Arbeitsschutz und Arbeitsmedizin veröffentlichte 2016 einen Bericht zu Psychischer Gesundheit im Zusammenhang mit der erlebten Gerechtigkeit. Um gegen die negative Auswirkungen von wahrgenommener Ungerechtigkeit zu agieren, wird angemerkt, dass als erster Ansatzpunkt Interventionsmaßnahmen innerhalb der prozeduralen Gerechtigkeit umgesetzt werden sollten, da hier mehr Kontrolle im Vergleich zur interaktionalen Gerechtigkeit besteht.
Es sollte zudem nicht unterschätzt werden, dass Kündigungen sich nicht nur negativ bei dem persönlich Betroffenen auswirken, sondern ebenso bei den ehemaligen Kollegen.
Drei Gestaltungsansätze wurden identifiziert um positiven Einfluss auf die organisationale Gerechtigkeit zu erzielen:
1. Wertschätzung und Respekt gegenüber den Mitarbeitern
2. Möglichkeit auf Mitsprache der Mitarbeiter, welche die Entscheidung beeinflussen kann
3. Transparenz bei der Entscheidungsfindung auf organisationaler und individueller Ebene

### Empfehlungen auf Ebene der vier Dimensionen
- Bei distributiver Ungerechtigkeit soll ein Ausgleich geschaffen werden, beispielsweise durch immaterielle Ressourcen (z. B. Lob). Materielle Ressourcen, welche bei Begrenzung als solche kommuniziert werden sollen, sollten zum Ausgleich sparsam eingesetzt werden, da dies wiederum bei Kollegen ein Gefühl ungerechter Behandlung hervorrufen kann.
- Prozedurale Ungerechtigkeit kann durch etablierte Möglichkeiten zur Mitsprache vermindert und präventiv verhindert werden. Transparenz, Berücksichtigung von Meinungen und offene Kommunikation sind Schlüsselfaktoren.
- Vorab bestimmte Kommunikationsstandards für Entscheidungsträger und Mitarbeiter sind für die interpersonale Gerechtigkeit zu empfehlen. Konsistenz im Umgang mit allen Mitarbeitern und eine allgemein respektvolle, emphatische Kommunikation wirkt wahrgenommener Ungerechtigkeit entgegen.
- Anhand einer Sicherstellung von Qualität und Quantität aller relevanten Informationen für die Mitarbeiter wird die informationale Gerechtigkeit gefördert. Kontinuierliche Kommunikation und frühstmögliche Informationsweitergabe soll bemüht werden. Wenn gute Gründe (z. B. Konkurrenz) dies verhindern, soll dies stattdessen kommuniziert werden.[43]